# Аббе (лунный кратер)
Кратер Аббе (лат. Abbe) — ударный кратер в южной части обратной стороны Луны. Название присвоено в честь немецкого физика-оптика, астронома Эрнста Карла Аббе (1840—1905) и утверждено Международным астрономическим союзом в 1970 г. Образование кратера относится к нектарскому периоду.

## Описание кратера
Кратер находится в материковой местности. На севере от кратера располагаются кратеры Гесс и Бойль, на западе кратер Пуанкаре, на юго-востоке кратеры Харет и Кабанн. Селенографические координаты центра кратера 57°35′ ю. ш. 174°46′ в. д. / 57,58° ю. ш. 174,77° в. д., диаметр 64 км, глубина 2,74 км.
Вал кратера подвергся эрозии, северо-западная и юго-западная части вала перекрыты небольшими кратерами. Дно чаши кратера сравнительно ровное, нарушено несколькими маленькими кратерами. Наибольшая высота вала над окружающей местностью составляет 1260 м. На востоке от кратера находится неглубокая долина, имеющая неофициальное название «долина Аббе». Объём кратера составляет приблизительно 3800 км³.

## Сателлитные кратеры
| Аббе | Координаты                                              | Диаметр, км |
| ---- | ------------------------------------------------------- | ----------- |
| H    | 58°26′ ю. ш. 177°35′ в. д. / 58,44° ю. ш. 177,58° в. д. | 25,1        |
| K    | 59°49′ ю. ш. 176°52′ в. д. / 59,82° ю. ш. 176,86° в. д. | 26,1        |
| M    | 61°45′ ю. ш. 175°14′ в. д. / 61,75° ю. ш. 175,24° в. д. | 28,6        |